# Ricardo Martínez Vázquez
Ricardo Martínez Vázquez (Sevilla, 1958) es un diplomático y abogado español. Es embajador de España en Rusia (desde 2024).

## Biografía
Nacido en la capital andaluza en el año 1958. Es licenciado en la carrera de Derecho. Después de convertirse en abogado, en 1987 decidió ingresar en la carrera diplomática.
Durante todos estos años ejerciendo como diplomático, cabe destacar que ha estado destinado en la ciudad de Bonn (Alemania), ante las organizaciones internacionales en Ginebra (Suiza) como Consejero de Asuntos Humanitarios. En Panamá fue ocupó la segunda jefatura de la embajada, fue Cónsul General en São Paulo (Brasil) y en Edimburgo (Escocia). 
Como diplomático no solamente ha estado destinado en otros países, sino que también en España ha ejercido dentro de la Dirección General de Relaciones Económicas Internacionales, en la OID, en la Oficina de Gibraltar, en la Agencia Española de Cooperación Internacional para el Desarrollo donde fue Subdirector General para Asia, el Mediterráneo y Europa Oriental. También ha sido director general de Cooperación con África, Asia y Europa Oriental y director general de Casa África.
Fue Embajador de España en Alemania (2018-2024).
Es Embajador de España en Rusia (desde 2024).